# Ron Yuan
Ron Yuan, född 20 februari 1973 i New York, är en amerikansk skådespelare och stuntman.
Yuan har bland annat medverkat i filmerna 47 Ronin, Apkungen samt Mulan.

## Filmografi (i urval)
- 1997 – Pensacola - vingar av guld (TV-serie) (1 avsnitt)
- 1998 – Doktor Quinn (TV-serie) (1 avsnitt)
- 1998 – Drive
- 1998–1999 – Nash Bridges (TV-serie) (3 avsnitt)
- 1999 – En snut på hugget 2
- 1999 – Martial Law (TV-serie) (1 avsnitt)
- 2000 – På heder och samvete (TV-serie) (1 avsnitt)
- 2000 – Son of the Beach (TV-serie) (1 avsnitt)
- 2000 – The Art of War
- 2002 – Alias (TV-serie) (1 avsnitt)
- 2003 – Cradle 2 the Grave
- 2005 – CSI: NY (TV-serie) (3 avsnitt)
- 2007 – 24 (TV-serie) (2 avsnitt)
- 2007 – Cold Case (TV-serie) (1 avsnitt)
- 2008 – Prison Break (TV-serie) (6 avsnitt)
- 2009 – Fast & Furious
- 2012 – Red Dawn
- 2013 – 47 Ronin
- 2013 – Olympus Has Fallen (okrediterad)
- 2014 – Hawaii Five-0 (TV-serie) (1 avsnitt)
- 2016 – Marco Polo (TV-serie) (6 avsnitt)
- 2020 – Mulan
- 2023 – Apkungen